# Bajaj Chetak

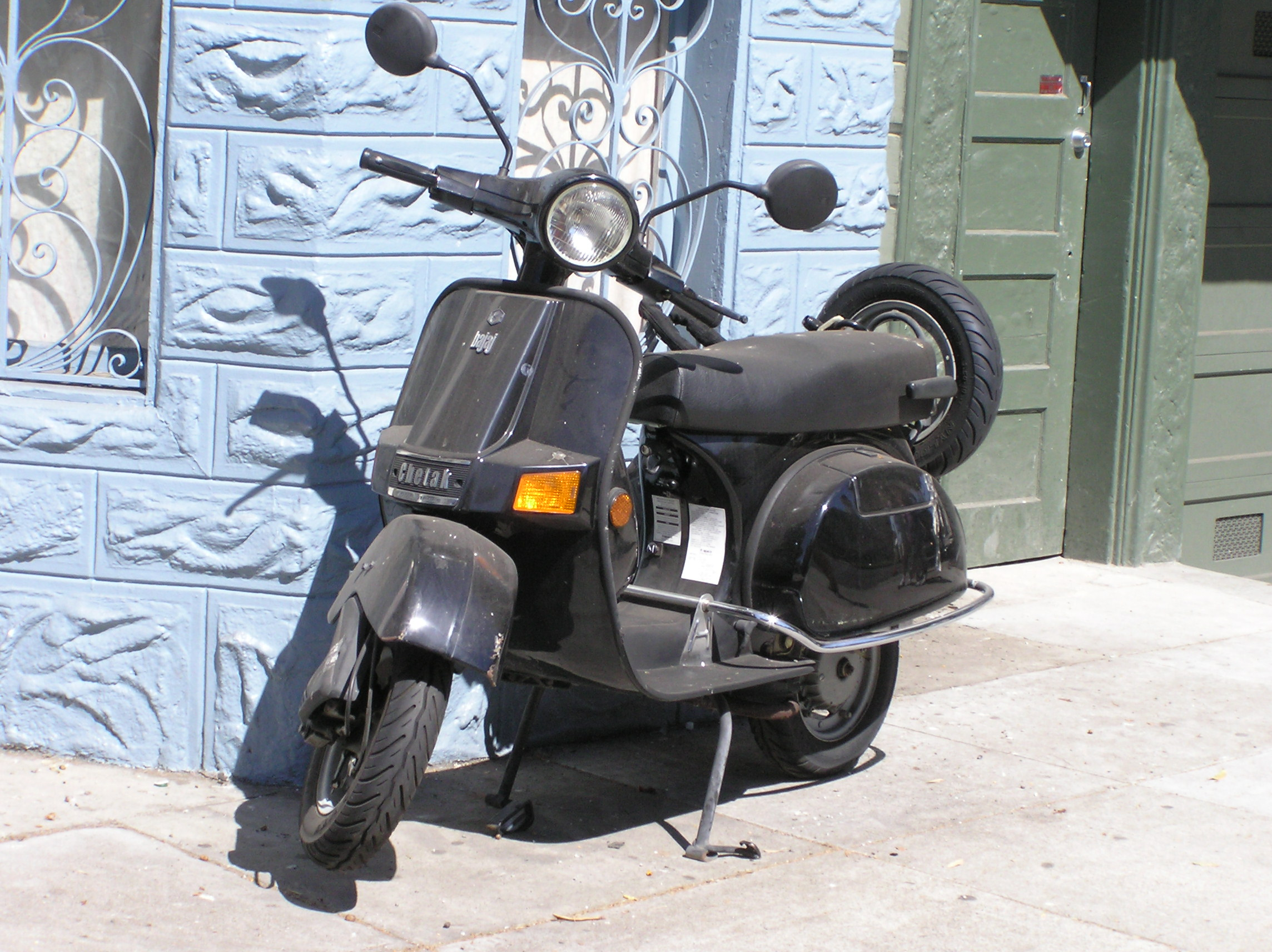
Bajaj Chetak

De Bajaj Chetak is een scooter, ontworpen en geproduceerd door het Indische bedrijf Bajaj Auto. De scooter werd tussen  1972 en 2009 geproduceerd. 

## Specificaties
- Motor 145 cc viertakt (na 2002),  tweetakt (vóór 2002)
- Topsnelheid 80 km/h
- BHP 7,5
- Koppel 1,1 kgm @ 3500 rpm
- Tandwiel 4
- Remmen Trommel
- Luchtband 3,50 x 10 duim
- Wielbasis 1230 mm
- Gewicht 103 kg